# Volcà del Bac de les Tries
El Volcà del Bac de les Tries és un volcà situat al municipi d'Olot, a la comarca catalana de la Garrotxa.